# Walter H. Dalton

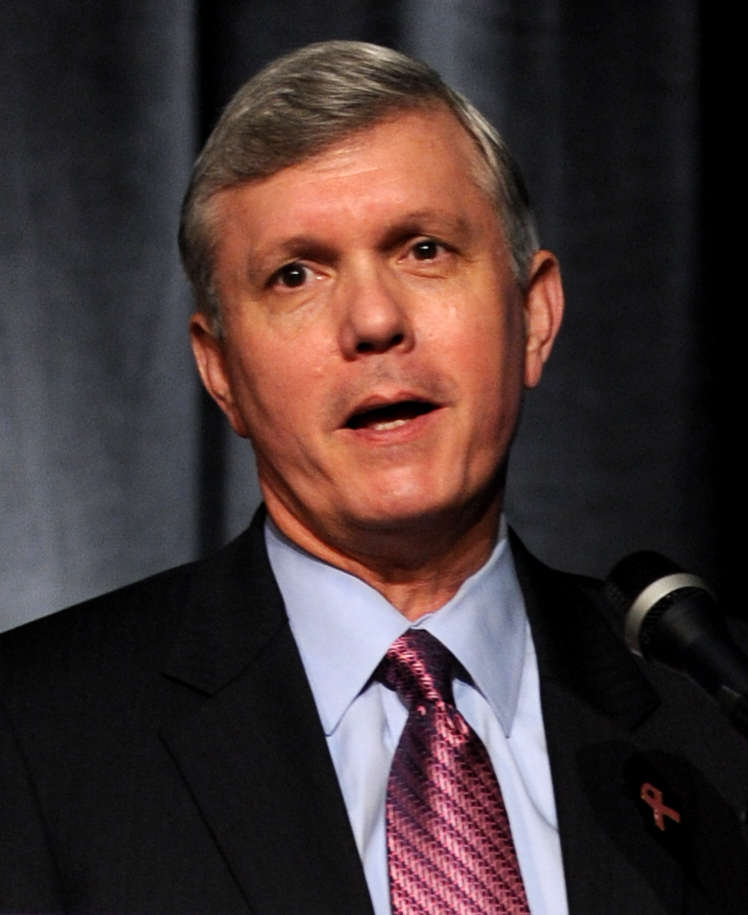
Walter H. Dalton

Walter H. Dalton (* 21. Mai 1949 in Rutherfordton, Rutherford County, North Carolina) ist ein US-amerikanischer Politiker (Demokratische Partei). Er war vom 10. Januar 2009 bis zum 7. Januar 2013 der 33. Vizegouverneur des Bundesstaates North Carolina. Vor seiner Wahl in dieses Amt, war er ein Mitglied der North Carolina General Assembly und vertrat dort den 46. Senatsdistrikt einschließlich des Cleveland und Rutherford County.

## Werdegang
Dalton machte 1971 seinen Bachelor of Science in Betriebswirtschaftslehre (engl. Business Administration) an der University of North Carolina at Chapel Hill. Anschließend arbeitete er in einer Bank. Einige Jahre später ging er wieder an die Universität zurück, wo er 1975 seinen Juris Doctor machte. Nach seiner Zulassung als Anwalt praktizierte er dann in Rutherfordton. Jahre später entschied er sich eine politische Laufbahn einzuschlagen, als er 1996 in den Senat von North Carolina gewählt wurde und dort sechs Amtsperioden tätig war. 2007 kündigte er seine Kandidatur um das Amt des Vizegouverneurs von North Carolina an. Am 6. Mai 2008 gewann er die demokratische Nominierung und besiegte dabei Hampton Dellinger, Patrick Smathers und Dan Besse. Die später stattfindenden Wahlen im Bundesstaat am 4. November 2008 entschied er für sich. Am 10. Januar 2009 trat er sein Amt als Vizegouverneur an.
Ferner ist er ein Mitglied und Lay Speaker in der Methodistenkirche sowie ein Club-Scout-Führer.

## Familie
Daltons Vater, Charles, war ebenfalls Senator von North Carolina. Walters Ehefrau, Lucille, arbeitete frühere als Lehrerin und war Mitglied der örtlichen Schulbehörde (engl. school board). Das Paar hat zwei gemeinsame Kinder, Brian und Elizabeth.